# 川辺堀之内城
川辺堀之内城（かわべほりのうちじょう）は、東京都日野市川辺堀之内にあった日本の城。

## 歴史
当該城に関して記載のある歴史的な文献・資料が乏しい。この辺りは古くから武蔵七党の西党が支配していたところで、日奉（ひまつり）氏一族が治めていたとされる（『新編武蔵国風土記稿』）。戦国時代には後北条氏の一族・北条氏照が領しており（『日本城郭大系』）、これら者に関する居館が設けられていたとも推察される。また、室町期にこの地域を領有していた高麗左衛門という人物との関連が指摘されている。